# Селитренное городище
Сели́тренное городи́ще — развалины столичного золотоордынского города XIV—XV веков, расположенные на территории села Селитренное Харабалинского района Астраханской области и далее в степи к северо-западу от села полосой протяженностью несколько километров вдоль рукава Ахтубы. Селитренное городище является памятником археологии федерального значения.

## История
Вадим Егоров оценивает площадь размерами примерно 10 x 2 км и считает город крупнейшим в Золотой Орде «и одним из крупнейших во всей средневековой Европе». В 1920-е годы небольшие работы на городище провёл Франц Владимирович Баллод. В 1965 году Поволжской археологической экспедицией под руководством Германа Алексеевича Федорова-Давыдова были возобновлены исследования памятника. При планомерных раскопках городища (раскопано более 25000 м2.) в 1960—1980-е годы исследованы усадьбы, мечеть, большой некрополь, мастерские ремесленников.
В конце XIX века получает распространение локализация на месте Селитренного городища первой столицы Золотой Орды — города Сарая (Сарая-Бату, Сарая ал-Махруса). В XX веке эта гипотеза становится в исторической науке господствующей. По данным исследований Александра Владимировича Пачкалова, проведённым в начале XXI века, Селитренное городище представляет собой не Сарай, основанный в XIII веке, а Новый Сарай, возникший при хане Узбеке в 1330-е годы, так как на городище отсутствуют находки монет XIII — начала XIV веков.